# Phasenjittermodulation
Die Phasenjittermodulation (englisch phase jitter modulation) ist ein auf dem Phasenrauschen basierendes Modulationsverfahren, welche unter anderem bei RFID-Systemen (RFID = radio-frequency identification) eingesetzt wird. Das Verfahren ist für die schnelle Identifikation einer großen Menge von RFID-Tags ausgelegt und im ISO/IEC 18000-3 unter dem Titel RFID Air Interface Standard standardisiert.
In dem Verfahren wird ein magnetisches Wechselfeld mit einer Trägerfrequenz von 13,56 MHz verwendet, welches sowohl für die Energieübertragung zum RFID-Tag als auch zur Datenübertragung verwendet wird. PJM gehört zu der Gruppe der sogenannten Vicinity-Contactless-Tags, das sind RFID-Tags, die eine Entfernung von bis zu 100 cm überbrücken können.
Der Vorteil von PJM gegenüber älteren Vicinity-Standards (zum Beispiel ISO 15693) ist die hohe Datenübertragungsrate und die hohe Anzahl von RFID Tags, die sich gleichzeitig im Empfangsbereich befinden können. Mit PJM können bis zu 1500 Artikel pro Sekunde identifiziert werden. PJM kann dort angewendet werden, wo eine große Anzahl von kleinen, möglicherweise gestapelten Artikeln zu identifizieren sind. Aufgrund seiner hohen Geschwindigkeit kann diese Technologie zum Beispiel auf Förderbändern eingesetzt werden.

## Anwendungen
Erste Anwendungen werden im pharmazeutischen Bereich oder auch im Dokumenten- und Medien-Management gesehen.